# Thure Stockenberg
Peter Thure Gabriel Stockenberg (i riksdagen kallad Stockenberg i Halmstad), född 30 juli 1826 i Halmstads församling, Hallands län, död där 4 juli 1889, var en svensk borgmästare och riksdagsman.
Thure Stockenberg var borgmästare och magistratssekreterare i Halmstad samt ledamot av andra kammaren i Sveriges riksdag.
Stockenberg var son till lanträntmästare Ferdinand Stockenberg och makan Christina Schönherr. De flyttade från Stockholm till Halmstad 1823. Thure Stockenberg föddes 1826 och kom tidigt som student till Lund. Redan 1845, vid 18 års ålder, avlade han där juridisk examen. Därefter var han auskultant och senare notarie och fiskal vid Göta hovrätt. År 1852 utsågs han till vice häradshövding med placering i Vänersborg. Två år senare blev han auditör vid Västgöta-Dals regemente. År 1855 utsågs han till borgmästare i Halmstad.
Han gifte sig 1860 med norskan Maren Otte Thommesen, född 1834. Tillsammans fick de fem söner, varav tre avled unga. Stockenberg var nykterist och engagerade sig i den i Halmstad nystartade nykterhetslogen. Han intresserade sig även för friskytterörelsen och en kort tid var han ordförande i Halmstads Enskilda bank. År 1875 blev han ordförande i Halmstads hälsovårdsnämnd.
Under perioden 1887–1889 satt han i andra kammaren i Sveriges riksdag och representerade valdistriktet Halmstad-Ängelholm. År 1889 avled han efter en kort tids sjukdom. Han ligger begravd på Norra kyrkogården i Halmstad.